# ژان-لوک پیکارد

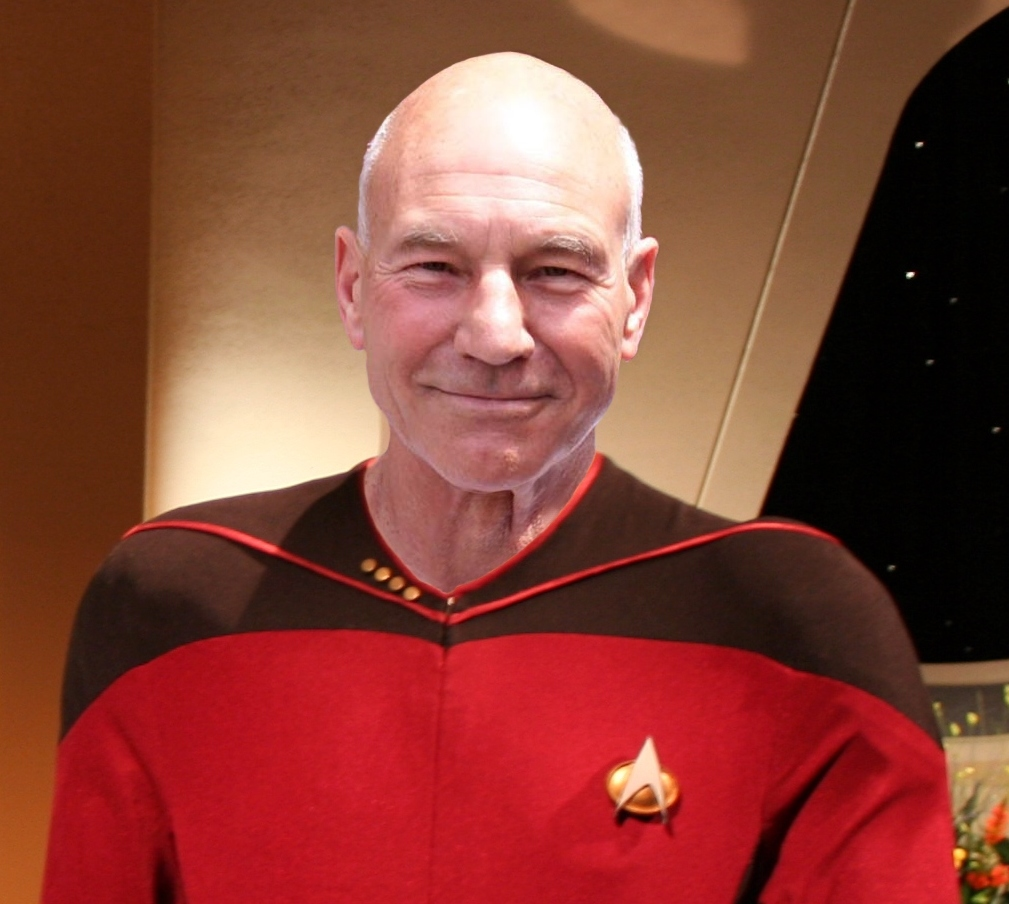
ژان-لوک پیکارد.

ژان-لوک پیکارد (انگلیسی: Jean-Luc Picard یک شخصیت خیالی در دنیای پیشتازان فضا است که بیشتر به عنوان کاپیتان ناو ستاره‌ای USS Enterprise-D و USS Enterprise-E شناخته می‌شود. او یک انسان فرانسوی است که در قرن ۲۴ میلادی زندگی می‌کند و به عنوان یکی از برجسته‌ترین کاپیتان‌های اخترناوگان شناخته می‌شود.
پیکارد فردی باهوش، شجاع، و با وجدان است که به شدت به اصول اخلاقی و آرمان‌های فدراسیون متحد سیارات وفادار است. او در عین حال فردی پیچیده و دارای ابعاد گوناگون است که با چالش‌های درونی و بیرونی متعددی مواجه می‌شود.
از ویژگی‌های بارز شخصیت پیکارد می‌توان به علاقه او به باستان‌شناسی، ادبیات (به‌خصوص آثار شکسپیر)، و موسیقی اشاره کرد. او همچنین به نوشیدن چای ارل گری و گفتن جمله "Make it so" (انجامش بده) معروف است.
پیکارد در طول دوران خدمت خود در اخترناوگان با موجودات و تمدن‌های بیگانه متعددی مواجه شده و در رویدادهای تاریخی مهمی نقش داشته است. او همچنین مدتی توسط بورگ ها اسیر و به یک هیولا تبدیل شد که این تجربه تأثیر عمیقی بر او گذاشت.
شخصیت پیکارد توسط پاتریک استوارت در سریال پیشتازان فضا: نسل بعدی و چند فیلم سینمایی و همچنین مجموعهٔ پیشتازان فضا: پیکارد بازی شده است و به عنوان یکی از محبوب‌ترین و به‌یادماندنی‌ترین شخصیت‌های پیشتازان فضا شناخته می‌شود.